# Friedrich Mehler
Julius Friedrich Mehler, född 27 september 1896 i Frankfurt am Main, död 5 november 1981 i Visby, var en tysksvensk kompositör och dirigent.

## Biografi
Mehler var son till Julius Mehler och operasångerskan Erna Borner. Han studerade vid musikkonservatoriet i Hannover 1905-14, och piano och dirigering för E. Nauman med flera i Berlin. Sedan 1921 var han verksam i Visby, bland annat som ledare för Musikaliska sällskapet, Gotlands sångarförbund, Visby allmänna sångförening, manskören NS och Visby konsertförening (grundad 1930 på hans initiativ; sedan 1973 med namnet Gotlands konsertförening). Han var musiklärare vid kommunala flickskolan i Visby 1946-1964 och vid Visby högre allmänna läroverk 1952-1960.
År 1929 tog han initiativet till Visby ruinspel, där musikskådespelet Petrus de Dacia, med musik av Mehler och libretto av Josef Lundahl, med några korta uppehåll uppfördes i S:t Nicolai kyrkoruin i Visby varje sommar under åren 1929-1990. Verket bygger på historisk grund,  och musiken har inslag av romantiserad gregorianik och folkmusik. Mehler har därutöver komponerat musiken till det historiska krönikespelet Valdemarståget (1945), två symfonier (1921 och 1927), två violinkonserter (1919 och 1945), orkesterverk, kammarmusik, körverk, en kantat, sånger och pianostycken. Han har också bearbetat gotländsk folkmusik för vokala och instrumentala arrangemang. Under en stor del av 1900-talet var Mehler den dominerande gestalten i gotländskt musikliv. 
Han gifte sig 1923 med Hildegard Ginzel (1891-1963), dotter till Hofrat Ferdinand Ginzel och Martha Gnörich. Mehler är begravd på Norra kyrkogården i Visby.

## Utmärkelser
- 1965 - Gotlands kommuns kulturpris
- 1975 - Den kungliga medaljen Illis quorum i 5:e storleken.